# 小土蜗
小土蜗（学名：Galba pervia）为椎实螺科土蜗属的动物，俗名鸭姆螺、小椎实螺、椎实螺、痕螺。分布于俄罗斯、蒙古、朝鲜、日本、菲律宾、印度、缅甸、马里亚纳群岛、台湾岛以及中国大陆的黑龙江、吉林、辽宁、内蒙古、河北、河南、山东、山西、陕西、甘肃、青海、新疆、西藏、安徽、江苏、浙江、江西、湖北、湖南、福建、广东、广西、贵州、云南、四川等地，常栖息于湖泊以及小溪沿岸的静水带。